# Mandy Burrekers
Mandy Burrekers (* 10. Januar 1988 in Amsterdam) ist eine ehemalige niederländische Handballspielerin.
Sie begann das Handballspielen mit sechs Jahren beim Amsterdamer Club De Volewijckers, wo sie elf Jahre lang spielte, die letzten drei Jahre davon in der ersten niederländischen Liga.
Ab 2005 spielte die Torhüterin in Deutschland bei der TSG Ketsch. Zunächst kam sie in der A-Jugend zum Einsatz, wo sie in einem Spiel zehn Siebenmeter hielt. 2007 errang sie mit den Nordbadenern die deutsche A-Jugend-Meisterschaft. Auch in der Bundesligamannschaft kam sie regelmäßig zum Einsatz. In der Saison 2008/09 stand sie beim norwegischen Verein Gjerpen IF zwischen den Pfosten. Im Sommer 2009 wechselte sie zum Frankfurter HC. Nachdem der FHC Insolvenz anmelden musste, schloss sie sich 2013 dem damaligen Zweitligisten Borussia Dortmund an. 2015 stieg sie mit Dortmund in die Bundesliga auf. Nach der Saison 2017/18 beendete sie ihre Karriere.
Mandy Burrekers bestritt 35 Junioren-Länderspiele für die Niederlande. Weiterhin stand sie im A-Kader der Nationalmannschaft.